# Master data
Master data představují "data business entity, které poskytují kontext pro obchodní transakce". Nejčastějšími kategoriemi master dat jsou subjekty (jednotlivci a organizace, včetně jejich rolí, jako jsou zákazníci, dodavatelé, zaměstnanci), produkty, finanční struktury (jako účty a nákladová střediska) a lokalizační koncepty.
Vedle Master data se někdy jako samostatná kategorie rozlišují Referenční data. Jak Master data tak Referenční data poskytují kontext pro obchodní transakce. Referenční data se soustředí na klasifikaci a kategorizaci, kdežto Master data na samotné business entity. Toto rozlišování je někdy považováno za nepodstatné - viz alternativní definice master dat níže.
Master data jsou přirozeně téměř vždy svou povahou netransakční. Výjimkou z tohoto pravidla jsou situace, kdy se k určitým transakčním procesům či operacím potřebujeme chovat jako k "master datům". K tomu dochází např. ve chvíli, kdy entity master dat, jako jsou zákazníci a produkty, udržujeme pouze v transakčních datech jako jsou objednávky a ne odděleně.

## Alternativní definice
V jiné definici pojmu master data tato představují business objekty obsahující nejcennější informace sdílené napříč organizací. V tomto smyslu master data dávají kontext business aktivitám a transakcím, říkají kdo, co, kdy a jak, a stejně tak umožňují chápat tyto aktivity prostřednictvím kategorizací, seskupování a hierarchií. Zahrnují relativně statická referenční data, transakční data, nestrukturovaná data, analytická data, hierarchická data and metadata. Master data v tomto přístupu neutváří nějaká jejich vlastní kvalita (např. to, že jsou business entitou poskytující kontext pro business transakce), ale spíše to, jak se organizace rozhodla k datům přistupovat.

## Externě definovaná master data
Ve většině organizací je většina master dat řízena uvnitř organizace.
Některá master data však mohou být definována a spravována externě. Externí systém pak představuje zdroj základních business dat používaný napříč trhem nezávisle na organizaci či lokaci. Je používán mnoha organizacemi a umožňuje integraci dat z mnoha zdrojů, kdy staví všechny hráče na daném trhu do stejné pozice. Příkladem externích master dat sdílených napříč trhem je Čárový kód (UPC), který najdeme na spotřebním zboží.

## Master data management
Klíčem pro dosažení kvality master dat v organizaci je jejich správa a řízení. Všechny aspekty organizace do značné míry závisí na kvalitě master dat dané organizace. Master data se proto dostávají do hledáčku disciplíny Informačních technologií (IT), kterou je Master data management (MDM). Bez této disciplíny, procesů a nástrojů, se organizace střetávají s problémy spočívajícími v mnoha verzích "jedné pravdy" o business entitách, jak uvnitř jednotlivých aplikací, tak napříč celým systémem aplikací.